# William Ralph Maxon

William Ralph Maxon

William Ralph Maxon (Oneida, New York,  27 de Fevereiro de 1877 — 25 de Fevereiro de 1948) foi um botânico e pteridologista, curador de plantas no então United States National Museum (agora Arts and Industries Building) da Smithsonian Institution.
1. ↑  Weatherby, C. A. (1948). «William R. Maxon». American Fern Journal (4): 98–105. ISSN 0002-8444. Consultado em 25 de junho de 2025